# 翻新大少
《翻新大少》（Hidden Treasures，又名《鴨寮街的金蛋》），香港無綫電視時裝都市劇集，2004年10月在海外發行，並於同月11日至11月19日期間於銀河衛視旗下的tvbE首播，共30集，由歐陽震華、郭羨妮、向海嵐、黎耀祥、楊思琦及蔡子健領銜主演，監製鄺業生。內容是以香港深水埗鴨寮街為中心，以六位主角失意的經歷，反映香港人如何逆境自強。

此劇其後在2005年9月12日至10月14日期間以新名《翻新大少》於無綫電視翡翠台播出，共25集，此次是首次於無綫電視收費頻道播畢後，罕有地在該頻道的黃金時段首播率先在海外發行的劇集。
此劇為監製鄺業生生前是目前為止在無綫電視之作最後一部主演的劇集作品。

《鴨寮街的金蛋》錄影帶/DVD封面。

## 演員表

### 戴家
| 演員     | 角色   | 暱稱/關係/職業 |
| 黎 宣    | 余淑嫻 | 戴少良、戴少美、戴少麗之母 卓俊軒之祖母 陳子聰、陳子穎之外婆 |
| 歐陽震華 | 戴少良 | 大少 余淑嫻之長子 戴少美、戴少麗之兄 卓寧之前男友 惠貞之女婿 卓俊軒之父 卓琳之男友 關炳仁、成大志之好友 彭家奇之競爭對手 「高昇音響公司」東主 「鴨寮街商販協會」前主席 |
| 趙靜儀   | 戴少美 | 余淑嫻之次女 戴少良之大妹 戴少麗之家姐 陳國富之妻 陳子聰、陳子穎之母                                                                                                   |
| 林淑敏   | 戴少麗 | 余淑嫻之幼女 戴少良、戴少美之二妹 李民強之妻 陳子聰、陳子穎之姨 |

### 卓家
| 演員   | 角色   | 暱稱/關係/職業                                                      |
| 呂 珊  | 惠 貞  | 卓寧、卓琳之母 卓俊軒之婆婆                                         |
| 姚瑩瑩 | 卓 寧  | 藝名：敖彩寧 戴少良之前女友 卓琳之姐 卓俊軒之母 在美國撞車後去世    |
| 郭羨妮 | 卓 琳  | Yuki 衛家明之前女友 戴少良之女友 電影美術指導 卓寧之妹 卓俊軒之阿姨 |
| 王樹熹 | 卓俊軒 | Jacky 戴少良、卓寧之子 少年由王秉熹飾演                             |

### 郭家
| 演員   | 角色   | 暱稱/關係/職業                                                                   |
| 許紹雄 | 郭大海 | 郭麗琴之父                                                                       |
| 向海嵐 | 郭麗琴 | Nicam 郭大海之女 彭家恩之好友 曾暗戀戴少良 關炳仁之妻 「海記」二手雜物買賣店東主 |

### 鴨寮街居民
| 演員       | 角色   | 暱稱/關係/職業                                                                    |
| 黎耀祥     | 關炳仁 | Eason、醫神 「灝記」電器維修店負責人 伏盈盈前男友 戴少良、成大志之好友 郭麗琴之夫 |
| 蔡子健     | 成大志 | 「安佳」房地產經紀 戴少良、關炳仁之好友 彭家恩之夫                                |
| 王俊棠     | 莫家財 | 「鴨寮街商販協會」主席 章柏枝之夫                                                 |
| 馬蹄露     | 章柏枝 | 莫家財之妻                                                                        |
| 夏 萍      | 大聖婆 | 戴少良之契媽                                                                      |
| Joe Junior | 根 叔  |                                                                                   |
| 李家鼎     |        |                                                                                   |

### 彭家
| 演員   | 角色   | 暱稱/關係/職業                                                                            |
| 李成昌 | 彭家奇 | 蟛蜞 彭家恩之兄 簡佩儀之夫 戴少良的競爭對手 「永勝電子公司」東主 「鴨寮街商販協會」前主席 |
| 康 華  | 簡佩儀 | 彭家奇之妻 彭家恩之大嫂                                                                   |
| 楊思琦 | 彭家恩 | Karen 郭麗琴之好友 成大志秘書，後為妻子 彭家奇之妹                                        |

### 蔣家
| 演員   | 角色   | 暱稱/關係/職業                  |
| 盧海鵬 | 蔣 隆  | 「蔣氏集團」主席 胡麗雲之夫     |
| 李麗麗 | 胡麗雲 | 蔣隆之妻                        |
| 駱達華 | 蔣世剛 | Roger 蔣隆之子                  |
| 溫裕紅 | 沈碧玉 | 蔣世剛之妻 蔣隆、胡麗雲之大媳婦 |
| 張松枝 | 蔣世傑 | 劉雅詩之夫 蔣隆、胡麗雲之養子   |
| 黎芷珊 | 劉雅詩 | 蔣世傑之妻 蔣隆、胡麗雲之大媳婦 |

### 高昇音響公司
| 演員     | 角色   | 暱稱/關係/職業 |
| 歐陽震華 | 戴少良 | 參見戴家       |
| 張英才   | 貴 叔  | 夥計           |
| 蔡康年   | 朱 仔  | 夥計           |
| 蒲茗藍   | 華Dee  | 夥計           |

### 其他演員
| 演員   | 角色   | 暱稱/關係/職業                                                            |
| 曹永廉 | 李民強 | 余淑嫻之二女婿 戴少麗之夫 戴少良、戴少美二妹夫 陳子聰、陳子穎之姨丈       |
| 李岡龍 | 陳國富 | 余淑嫻之大女婿 戴少良大妹夫 戴少美之夫 戴少麗之姐夫 陳子聰、陳子穎之父    |
| 顏子冬 | 陳子聰 | 余淑嫻之孫 陳國富、戴少美之長子 陳子穎之兄 戴少良、戴少麗、李民強之侄     |
| 顏麗芮 | 陳子穎 | 余淑嫻之孫女 陳國富、戴少美之次女 陳子聰之妹 戴少良、戴少麗、李民強之侄女 |
| 甄志强 | 衛家明 | 導演 卓琳前男友                                                           |
| 邵傳勇 | 江成就 |                                                                           |
| 戴志偉 | John   | 導演                                                                      |
| 黃澤鋒 | Tony   |                                                                           |
| 關德輝 | 姚 軍  | 伏盈盈之夫                                                                |
| 劉綽琪 | 伏盈盈 | 關炳仁前女友 姚軍之妻 暨南大學學生，畢業到香港後與關炳仁分手              |
| 江 漢  | 陳先生 | 老陳 「安曆」喇叭供應商                                                   |
| 周家怡 | Lancy  |                                                                           |
| 伍慧珊 | 阿sa   |                                                                           |
| 王賢誌 | Marco  |                                                                           |
| 徐 榮  |        | 蔣世剛之手下                                                              |
| 李泳漢 | Peter  |                                                                           |
| 麥嘉倫 |        | 「永勝」夥計                                                              |
| 甘子正 |        | 「永勝」夥計                                                              |

## 製作
此劇以深水埗鴨寮街為背景，亦主要在該地取景。

## 收視

### 香港收视
以下為本劇於香港無綫電視翡翠台之收視紀錄：
| 週次 | 集數  | 平均收視 | 最高收視 |
| 1    | 01-05 | 28點     | 33點     |
| 2    | 06-10 | 29點     | 33點     |
| 3    | 11-15 | 26點     | 30點     |
| 4    | 16-20 | 27點     | 30點     |
| 5    | 21-25 | 28點     | 34點     |

### 广州收视
| 月份       | 集数  | 省网 | 市网  | 合计  |
| ---------- | ----- | ---- | ----- | ----- |
| 2005年9月  | 1-15  |      | 10.3  |       |
| 2005年10月 | 16-25 | 9.31 | 10.01 | 19.32 |

数据来源：CSM媒介研究

## 外部連結
- 無綫電視官方網頁 - 翻新大少
- 無綫電視官方網頁(TVBI) - 鴨寮街的金蛋 （页面存档备份，存于）

| 上一套： Yummy Yummy -9月9日 | 翡翠台第一綫劇集 翻新大少 9月12日-10月14日 8:00-9:00 | 翡翠台第一綫劇集 翻新大少 9月12日-10月14日 8:00-9:00 | 下一套： 胭脂水粉 10月17日- |
| 酒店風雲 -9月23日            | 酒店風雲 -9月23日                                    | 人間蒸發 9月26日-                                    | 人間蒸發 9月26日-           |
| 妙手仁心III -9月16日         | 妙手仁心III -9月16日                                 | 大奧 9月19日-                                        | 大奧 9月19日-               |